# Karula (Karula)
Karula – wieś w Estonii, prowincji Valga, w gminie Karula.